# ويلسون ماريون كوبر
ويلسون ماريون كوبر (بالإنجليزية: Wilson Marion Cooper)‏ هو موسيقي أمريكي، ولد في 17 ديسمبر 1850، وتوفي في 17 يوليو 1916.